# Estandarte del Úlster

La bandera del Comité Ejecutivo de Irlanda del Norte entre 1924-1953.

La bandera del Comité Ejecutivo de Irlanda del Norte entre 1953-1972.

El Estandarte del Úlster (Ulster Banner), también conocido como la Bandera del Úlster bandera de Irlanda del norte o La mano roja del Úlster fue la bandera del Gobierno de Irlanda del Norte entre 1953 y 1972. Todavía se utiliza para representar a Irlanda del Norte en algunos eventos deportivos en los que compite.

## Orígenes

Bandera de la Provincia del Úlster

Armas del anterior gobierno de Irlanda del Norte, 1924-1972.

La bandera del Úlster es un estandarte heráldico tomado del escudo de armas concedido en 1924 y basado en la bandera de Inglaterra y la anterior bandera del Úlster, con el añadido de una corona para simbolizar la lealtad de los unionistas del Úlster a la monarquía del Reino Unido. El estandarte del Úlster contiene la mano roja del Úlster en el centro. La estrella de seis puntas representa los seis condados de Irlanda del Norte. La bandera a veces también recibe el nombre de Bandera de la Mano Roja, Bandera de Irlanda del Norte, o simplemente la Bandera del Úlster, aunque no debe ser confundida con la bandera provincial del Úlster.

## Uso oficial
El estandarte del Úlster fue la bandera oficial del gobierno de Irlanda del Norte entre 1953 hasta 1972, pero no es probable que vuelva a ser utilizada para representar a Irlanda del Norte o su gobierno en el futuro ya que, por varias razones, no es aceptada por la comunidad nacionalista irlandesa.
En 1924 el gobierno de Irlanda del Norte recibió armas heráldicas por decreto real y el derecho a mostrarlas en una bandera o estandarte. Este derecho fue ejercido para la coronación de la reina Isabel II de Inglaterra en 1953. Entre 1953 y 1972 esta bandera fue utilizada por el gobierno de Irlanda del Norte y la bandera civil de facto. Cesó de tener aprobación oficial cuando el Parlamento de Irlanda del Norte fue disuelto por el gobierno británico por el Acta de 1973.

## Uso social
El estandarte del Úlster sigue siendo utilizado dentro de la comunidad unionista de Irlanda del Norte, junto con la bandera británica. Una variación del estandarte lo combina con la bandera británica y otra superpone la mano roja y el perfil de Irlanda del Norte en la bandera británica.
La bandera es utilizada habitualmente por los fanes del equipo de fútbol de Irlanda del Norte. También se utiliza para representar a Irlanda del Norte en los Juegos de la Mancomunidad, y en otras competiciones deportivas.